# Liegi-Bastogne-Liegi 1971
La Liegi-Bastogne-Liegi 1971, cinquantasettesima edizione della corsa, fu disputata il 25 aprile 1971 per un percorso di 251 km. Fu vinta dal belga Eddy Merckx, giunto al traguardo in 6h57'10" alla media di 36,101 km/h, precedendo i connazionali Georges Pintens e Frans Verbeeck. 
Dei 122 ciclisti alla partenza furono in 27 a portare a termine la gara.

## Ordine d'arrivo (Top 10)
| Pos. | Corridore          | Squadra                  | Tempo    |
| ---- | ------------------ | ------------------------ | -------- |
| 1    | Eddy Merckx        | Molteni                  | 6h57'10" |
| 2    | Georges Pintens    | Hertekamp-Magniflex-Novy | s.t.     |
| 3    | Frans Verbeeck     | Watney-Avia              | a 4'51"  |
| 4    | Gilbert Bellone    | Sonolor-Lejeune          | s.t.     |
| 5    | Antoine Houbrechts | Salvarani                | s.t.     |
| 6    | Ferdinand Bracke   | Peugeot-Michelin-BP      | a 5'51"  |
| 7    | Joseph Bruyère     | Molteni                  | s.t.     |
| 8    | Raymond Delisle    | Peugeot-Michelin-BP      | a 6'45"  |
| 9    | Felice Gimondi     | Salvarani                | a 6'54"  |
| 10   | Attilio Benfatto   | Scic                     | s.t.     |